# Anoteropsis
Anoteropsis is een geslacht van spinnen uit de familie wolfspinnen (Lycosidae).

## Soorten
De volgende soorten zijn bij het geslacht ingedeeld:
- Anoteropsis adumbrata (Urquhart, 1887)
- Anoteropsis aerescens (Goyen, 1887)
- Anoteropsis alpina Vink, 2002
- Anoteropsis arenivaga (Dalmas, 1917)
- Anoteropsis blesti Vink, 2002
- Anoteropsis canescens (Goyen, 1887)
- Anoteropsis cantuaria Vink, 2002
- Anoteropsis flavescens L. Koch, 1878
- Anoteropsis flavovittata Simon, 1880
- Anoteropsis forsteri Vink, 2002
- Anoteropsis hallae Vink, 2002
- Anoteropsis hilaris (L. Koch, 1877)
- Anoteropsis insularis Vink, 2002
- Anoteropsis lacustris Vink, 2002
- Anoteropsis litoralis Vink, 2002
- Anoteropsis montana Vink, 2002
- Anoteropsis okatainae Vink, 2002
- Anoteropsis papuana Thorell, 1881
- Anoteropsis ralphi (Simon, 1905)
- Anoteropsis senica (L. Koch, 1877)
- Anoteropsis urquharti (Simon, 1898)
- Anoteropsis virgata (Karsch, 1880)
- Anoteropsis westlandica Vink, 2002